# The Andrews Sisters
The Andrews Sisters va ser un grup musical que va assolir una gran popularitat als Estats Units d'ençà el final dels anys 1930 fins als 1950, format per les tres germanes Andrews: LaVerne Sophie (1911 - 1967), Maxene Angelyn (1916 - 1995) i Patricia Marie Andrews, més coneguda com a Patty. Durant la seva carrera que va durar més de 40 anys, van aconseguir vendre més de 75 milions de discos. Utilitzaven l'estil musical anomenat close harmony, que arran del seu èxit es feu conèixer mundialment.

## Discografia
- Bei Mir Bist Du Schoen (1937) (originalment una cançó jiddisch) (1941)
- Boogie Woogie Bugle Boy (1941)
- Don't sit under the Apple Tree (1942)
- Rum and Coca-Cola (1944)
- Underneath the Arches (1948)
- Here Comes Santa Claus (1950)